# Tiếng Ả Rập
Tiếng Ả Rập (اللغة العربية, Al-ʻlugha Al-ʻarabiyya IPA: [ʔalʕaraˈbijːah] ⓘ hay عَرَبِيّ ʻarabiyy IPA: [ʕaraˈbijː] ⓘ) là một ngôn ngữ Trung Semit đã được nói từ thời kỳ đồ sắt tại tây bắc bán đảo Ả Rập và nay là lingua franca của thế giới Ả Rập. Ả Rập là một thuật ngữ ban đầu được dùng để mô tả những nhóm người sống trong khu vực từ Lưỡng Hà ở phía đông tới dãy núi Anti-Liban ở phía đông, và từ tây bắc bán đảo Ả Rập tới Sinai (سيناء, sina`a) ở phía nam.
Một số dạng tiếng Ả Rập không thể thông hiểu lẫn nhau. Điều này có nghĩa là nếu chỉ xem xét về mặt ngôn ngữ học, tiếng Ả Rập thực chất gồm nhiều hơn một ngôn ngữ, nhưng chúng thường được gộp chung vào nhau vì lý do chính trị và tôn giáo. Nếu được chia ra nhiều ngôn ngữ, thì thứ tiếng phổ biến nhất sẽ là tiếng Ả Rập Ai Cập với 89 triệu người nói—vẫn nhiều hơn bất kỳ ngôn ngữ Phi-Á nào. Tiếng Ả Rập còn là ngôn ngữ hành lễ của 1,6 tỷ người Hồi giáo. Đây cũng là một trong sáu ngôn ngữ chính thức của Liên Hợp Quốc.
Ngôn ngữ viết hiện đại (Tiếng Ả Rập chuẩn hiện đại) xuất phát từ tiếng Ả Rập kinh Qur’an (được gọi tiếng Ả Rập cổ điển hay tiếng Ả Rập Qur’an). Nó được giảng dạy rộng rãi trong trường học và đại học, và được dùng ở nhiều mức độ tại nơi làm việc, chính phủ, và trong truyền thông. Hai dạng ngôn ngữ viết này (tiếng Ả Rập chuẩn hiện đại, và tiếng Ả Rập cổ điển) được gọi chung là tiếng Ả Rập văn học, là ngôn ngữ chính thức của 26 quốc gia và ngôn ngữ hành lễ của Hồi giáo. Tiếng Ả Rập chuẩn hiện đại phần nhiều có cùng ngữ pháp với tiếng Ả Rập Qur'an, với phần từ vựng không thay đổi nhiều. Tuy vậy, nó đã loại bỏ những từ vựng không còn tồn tại trong ngôn ngữ nói nữa, đồng thời tiếp nhận từ vựng cho các khái niệm trong thời kỳ hậu Qur'an và đặc biệt thời hiện đại.Hiện nay, ngôn ngữ này có trên 12.300.000 từ vựng và tiếng Ả Rập được nói bởi 422 triệu người (bản ngữ và phi bản ngữ) trong thế giới Ả Rập, khiến nó trở thành một trong những ngôn ngữ phổ biến nhất thế giới.
Tiếng Ả Rập được viết bằng chữ Ả Rập, một hệ chữ abjad và được viết từ phải sang trái.

## Phân loại
Tiếng Ả Rập thường được xếp vào nhóm các ngôn ngữ Semit Trung và có mối liên hệ với các ngôn ngữ khác cùng thuộc ngữ tộc Semit (Semit Bắc, Nam, Đông và Tây), đơn cử như các tiếng A-ram, Syriac, Hê-bơ-rơ, Ugarit, Phê-ni-xi, Ca-na-an, A-mô-rít, Am-môn, Ebla, văn khắc tiếng Bắc Ả Rập cổ đại, văn khắc tiếng Nam Ả Rập cổ đại, tiếng Ê-thi-ô-bi, tiếng Nam Ả Rập hiện đại, và một số thứ tiếng cổ đại cùng hiện đại khác. Các nhà ngôn ngữ học vẫn đang tranh cãi về việc nhất trí cách phân loại các phân nhóm ngôn ngữ Semit tối ưu nhất. Các ngôn ngữ thuộc ngữ tộc Semit chứng kiến sự thay đổi lớn, cụ thể là về ngữ pháp, giữa tiếng Tiền Semit và sự xuất hiện của các ngôn ngữ Semit Trung. Một số sự cải tiến của các ngôn ngữ Semit Trung (đều được phản ánh trong tiếng Ả Rập) là:
1. Chuyển từ cấu trúc biểu thị trạng thái thông qua chia tiếp vĩ ngữ (jalas-) thành thì quá khứ.
2. Chuyển từ cấu trúc thì quá khứ thông qua chia tiếp đầu ngữ (yajlis-) thành thì hiện tại.
3. Loại bỏ các cấu trúc chứa thức hoặc thể có được thông qua chia tiếp đầu ngữ (ví dụ như chia thì hiện tại bằng cách nhân đôi gốc từ ở vị trí giữa, chia thể hoàn thành bằng cách thêm trung tố /t/ sau nguyên âm đầu tiên của gốc từ, chia thức mệnh lệnh (jussive) bằng cách đổi vị trí trọng âm) để thay thế bằng các thức mới có được thông qua gán đuôi vào các cấu trúc đã chia tiếp đầu ngữ (ví dụ như đuôi -u để chia thức chỉ định, -a để chia thức giả định, không đuôi để chia thức mệnh lệnh (jussive) và đuôi -an hay -anna để chia thức nhấn mạnh).
4. Sự phát triển của thể bị động biến đổi nguyên âm trung gian (internal passive).

Có một số điểm chung giữa tiếng Ả Rập Cổ điển, các biến thể tiếng Ả Rập hiện đại cũng như các dòng chữ khắc Safaitic và Hismaic mà chưa được chứng minh là tồn tại trong bất kỳ loại ngôn ngữ Trung Semitic nào khác, bao gồm cả các ngôn ngữ Dadanitic và Taymanitic dùng ở khu vực miền Bắc Hejaz. Và các điểm chung này là một bằng chứng chứng minh rằng chúng thuộc cùng một dòng chung phát sinh từ tiếng Tiền Ả Rập, một ngôn ngữ thủy tổ theo giả thuyết. Ta có thể phục dựng lại một cách đáng tin cậy các đặc điểm sau của tiếng Tiền Ả Rập:
1. các phân từ phủ định m * /mā/; lʾn */lā-ʾan/ thành lan trong tiếng Ả Rập cổ điển.
2. lập phân từ bị động loại G với mafʿūl
3. các giới từ và trạng từ f, ʿn, ʿnd, ḥt, ʿkdy
4. thức giả định với đuôi -a
5. từ chỉ định dạng t
6. phân cấp tha hình đuôi -at của đuôi giống cái
7. hai loại liên từ phụ thuộc ʾn
8. đưa mệnh đề khiếm khuyết vào bằng f-
9. đại từ chỉ vật độc lập dạng (ʾ)y
10. dấu tích của nun-hóa (thêm dấu phụ để tạo phụ âm đuôi n)

## Ngôn ngữ Ả Rập cổ điển, chuẩn hiện đại và ngôn ngữ nói
Tiếng Ả Rập thường được gọi bằng một trong 3 dạng ngôn ngữ sau: Tiếng Ả Rập cổ điển, Tiếng Ả Rập chuẩn hiện đại và Tiếng Ả Rập thông tục hay các phương ngữ. Tiếng Ả Rập cổ điển được tìm thấy trong Qu'ran, được dùng trong các giai đoạn từ thời Ả Rập tiền Hồi giáo đến triều đại Abbasid. Về mặt lí thuyết, tiếng Ả Rập cổ điển được coi là tiêu chuẩn, theo các cú pháp và mẫu ngữ pháp được ghi bởi các nhà ngữ học cổ điển (như Sibawayh) và từ vựng được xác định bởi các từ điển cổ điển (như cuốn Lisān al-ʻArab). Trong thực tiễn, các tác giả hiện đại hầu như không viết Tiếng Ả Rập thuần khiết, thay vào đó dùng một ngôn ngữ văn học với các mẫu ngữ pháp và từ vựng riêng, thường được biết đến với tên Tiếng Ả Rập chuẩn hiện đại.
Tiếng Ả Rập chuẩn hiện đại là ngôn ngữ được dùng phổ biến hiện nay: các nhà Xuất bản tiếng Ả Rập, nói bởi một số nhà Truyền thông Ả Rập ở Trung Đông và Bắc Phi, và được hiểu bởi đa số người nói tiếng Ả Rập có học thức.

## Ảnh hưởng của tiếng Ả Rập lên các ngôn ngữ khác
Ảnh hưởng của Tiếng Ả Rập là quan trọng bậc nhất đối với các quốc gia Hồi giáo, vì nó là ngôn ngữ của thánh kinh Đạo Hồi, Qu'ran. Tiếng Ả Rập cũng là một nguồn từ vựng quan trọng đối với các ngôn ngữ như tiếng Anh, tiếng Đức, tiếng Hindi. Bộ trưởng Giáo dục Pháp gần đây nhấn mạnh việc học và sử dụng tiếng Ả Rập trong các trường học của họ.
Thêm vào đó, Tiếng Anh có nhiều từ mượn tiếng Ả Rập, một số trực tiếp, nhưng đa số thông qua các ngôn ngữ Địa Trung Hải khác. Ví dụ của các từ mượn là admiral, adobe, alchemy,...

## Ảnh hưởng của các ngôn ngữ khác lên tiếng Ả Rập
Những ngôn ngữ liên quan: tiếng Ba Tư, tiếng Urdu, tiếng Uyghur,...và các ngôn ngữ khác

## Các phương ngữ và hậu duệ

### Các nhóm phương ngữ
- Nhóm Lberia
- Nhóm Maghreb
- Nhóm Bedouin
- Nhóm sông Nile
- Nhóm Levant
- Nhóm Lưỡng Hà
- Nhóm bán đảo
- Nhóm Viễn Nam
- Nhóm ngôn ngữ Ả Rập Do Thái

## Hệ thống âm vị

### Nguyên âm
| Chữ cái | Latin |
| ------- | ----- |
| َ        | a     |
| ً        | an    |
| ُ        | u     |
| ٌ        | un    |
| ْ        |       |
| ِ        | i     |
| ٍ        | in    |
| ّ        |       |

Ghép chữ:
ب +َ = بَ(b + a= ba)
Tương tự các chữ cái khác cũng làm như vậy
| X       | -a | -an | -u | -un | - | -i | -in | - |
| ------- | -- | --- | -- | --- | - | -- | --- | - |
| Chữ cái | بَ  | بً   | بُ  | بٌ   | بْ | بِ  | بٍ   | بّ |
| Latin   | ba | ban | bu | bun | - | bi | bin | - |

| ب | ت | ث  | پ | ٹ | ٿ  | ٽ | ڀ  | ٻ |
| b | t | th | p | ț | th | t | bh | b |

Tương tự các chữ cái khác cũng như vậy 

## Hệ thống chữ viết

### Số đếm
| Số đếm | Ả Rập | Ả Rập (Ba Tư và Urdu) |
| ------ | ----- | --------------------- |
| 0      | ٠     | ٠                     |
| 1      | ١     | ١                     |
| 2      | ٢     | ٢                     |
| 3      | ٣     | ٣                     |
| 4      | ٤     | ۴                     |
| 5      | ٥     | ۵                     |
| 6      | ٦     | ۶                     |
| 7      | ٧     | ٧                     |
| 8      | ٨     | ٨                     |
| 9      | ٩     | ٩                     |